# Mistrzostwa Polski w Boksie 1989
60. Mistrzostwa Polski w boksie mężczyzn odbyły się w dniach 15-19 maja 1989 roku w Łodzi.

## Medaliści
| Kategoria:                        | Złoto:                                 | Srebro:                                | Brąz:                                                                                |
| waga papierowa (do 48 kg)         | Henryk Pielesiak (Gwardia Łódź)        | Leszek Olszewski (Górnik Pszów)        | Jerzy Krzewski (Błękitni Kielce) Jan Steciuk (Miedź Legnica)                         |
| waga musza (do 51 kg)             | Sławomir Miedziński (Gwardia Warszawa) | Krzysztof Wróblewski (Igloopol Dębica) | Krzysztof Leszczyński (Stoczniowiec Gdańsk) Marek Oczerklewicz (Zagłębie Lubin)      |
| waga kogucia (do 54 kg)           | Tomasz Krupiński (Czarni Słupsk)       | Robert Ciba (Walka Zabrze)             | Krzysztof Lipkowski (Górnik Sosnowiec) Sławomir Łukasik (Igloopol Dębica)            |
| waga piórkowa (do 57 kg)          | Rafał Rudzki (Zagłębie Lubin)          | Ireneusz Jurczak (Górnik Knurów)       | Grzegorz Jabłoński (Legia Warszawa) Jacek Urbaniak (Stoczniowiec Gdańsk)             |
| waga lekka (do 60 kg)             | Mirosław Knapik (Czarni Słupsk)        | Janusz Ołdak (Gwardia Wrocław)         | Janusz Kujawa (Zawisza Bydgoszcz) Stanisław Załęski (Górnik Sosnowiec)               |
| waga lekkopółśrednia (do 63,5 kg) | Dariusz Czernij (Igloopol Dębica)      | Tomasz Duda (Gwardia Warszawa)         | Marek Kozak (Igloopol Dębica) Błażej Markwat (Górnik Sosnowiec)                      |
| waga półśrednia (do 67 kg)        | Jacek Olejniczak (Igloopol Dębica)     | Andrzej Możdżeń (GKS Jastrzębie)       | Tomasz Borowski (Gwardia Warszawa) Piotr Krauze (Czarni Słupsk)                      |
| waga lekkośrednia (do 71 kg)      | Włodzimierz Zgierski (Zagłębie Lubin)  | Mariusz Kujawa (Błękitni Kielce)       | Grzegorz Stefanowski (Sokół Piła) Edward Strugała (Turów Zgorzelec)                  |
| waga średnia (do 75 kg)           | Wojciech Misiak (Zagłębie Lubin)       | Andrzej Ogonowski (Gwardia Warszawa)   | Karol Bogun (Górnik Pszów) Andrzej Krysiak (Igloopol Dębica)                         |
| waga półciężka (do 81 kg)         | Stanisław Łakomiec (Gwardia Warszawa)  | Henryk Petrich (Legia Warszawa)        | Cezary Banasiak (Czarni Słupsk) Józef Strzechowski (Zagłębie Lubin)                  |
| waga ciężka (do 91 kg)            | Andrzej Gołota (Legia Warszawa)        | Henryk Zatyka (Gwardia Warszawa)       | Krzysztof Buczkowski (Stoczniowiec Gdańsk) Józef Włodarczyk (Stal-Stocznia Szczecin) |
| waga superciężka (powyżej 91 kg)  | Janusz Zarenkiewicz (Zagłębie Lubin)   | Marian Klepka (Igloopol Dębica)        | Zbigniew Ejsmont (FAM Chełmno) Norbert Kwapik (Walka Zabrze)                         |

Najlepszym pięściarzem turnieju został wybrany Jacek Olejniczak, a najlepszym technikiem Tomasz Krupiński.